# Island Life 2
Island Life 2 (español: Vida en la isla 2) es una reedición del álbum recopilatorio de Grace Jones Island Life (1985). Lanzado en 1996 por Island Records/Universal Music Francia, con cuatro pistas adicionales.

## Lista de canciones
1. "La Vie en Rose" (Édith Piaf, Louigny) - 7:25
  - Del álbum Portfolio (1977)
2. "I Need A Man" (Paul Slade, Pierre Papadiamondis) - 3:22
  - Del álbum Portfolio (1977)
3. "Do or Die" (Jack Robinson, James Bolden) (Editada en 7") - 3:22
  - Versión original en el álbum Fame (1978)
4. "Private Life" (Chrissie Hynde) (Versión LP) - 5:10
  - Del álbum Warm Leatherette (1980)
5. "Love is the Drug" (Bryan Ferry, Andy Mackay) (Thorngren Remix) - 6:02
  - Versión original en el álbum Warm Leatherette (1980)
6. "I've Seen That Face Before (Libertango)" (Astor Piazzolla, Barry Reynolds, Dennis Wilkey, Nathalie Delon) - 4:29
  - Del álbum Nightclubbing (1981)
7. "Pull Up to the Bumper" (Koo Koo Baya, Grace Jones, Dana Mano) (Editada en 7") - 3:38
  - Versión original en el álbum Nightclubbing (1981)
8. "Walking in the Rain" (Harry Vanda, George Young) - 4:18
  - Del álbum Nightclubbing (1981)
9. "My Jamaican Guy" (Grace Jones) - 6:00
  - Del álbum Living My Life (1982)
10. "Slave to the Rhythm" (Bruce Woolley, Simon Darlow, Stephen Lipson y Trevor Horn) (Editada en 7") - 4:22
  - Versión original en el álbum Slave to the Rhythm (1985)
11. "Pars" (Jacques Higelin) - 4:48
  - Del álbum Warm Leatherette (1980)
12. "Feel Up" (Grace Jones) - 4:03
  - Del álbum Nightclubbing (1980)
13. "Sexdrive" (Fraser, Rodriguez) (Mix Sex Pitch) - 7:18
  - Canción de 1993 sin álbum
14. "Sexdrive" (Fraser, Rodriguez) (Mix Hard Drive) - 5:10
  - Canción de 1993 sin álbum

- Datos: Q9009882